# 埼玉県立上尾南高等学校
埼玉県立上尾南高等学校（さいたまけんりつ あげおみなみこうとうがっこう）は、埼玉県上尾市にある高等学校である。

## 概要
さいたま市と上尾市との境界付近に立地する。定員280名なので、本来は7クラスであるが、8クラス編制とし、各クラスの人数を35名前後で少人数学級編制を採っている。

## 沿革
- 1977年（昭和52年） - 埼玉県立上尾南高等学校開校

## 制服
- 男子：シングルブレザーにスラックス。
- 女子：ダブルブレザー＋膝丈スカート。近隣のブレザー採用校では、男子と同じシングルブレザーが多い中、ダブルブレザーを採用。スカートは落ち着いたチェック柄。

## クラブ
運動部
- バドミントン部
- 剣道部
- バスケットボール部（男・女）
- サッカー部
- 野球部
- バレーボール部（男・女）
- ソフトテニス部（男・女）
- 卓球部
- 陸上部
- 水泳部
- 硬式テニス部
- ハンドボール部
- ダンス部

文化部
- 書道部
- 写真部
- 吹奏楽部
- 茶道部
- 美術部
- 音楽部
- コンピューター部
- 演劇部
- 箏曲部

同好会
- 料理同好会
- 将棋同好会
- 華道同好会
- 漫画・アニメ同好会
- クライミング同好会

## 著名な卒業生
- HEY!たくちゃん - ものまねタレント
- 今井りか - ファッションモデル、タレント
- はやめい - インフルエンサー
- ユージくん - YouTuber

## アクセス
- JR高崎線上尾駅西口より東武バス（平方・川越方面）日産前バス停下車徒歩10分
- JR高崎線宮原駅西口徒歩40分